# Karacaşehir, Odunpazarı
Karacaşehir là một xã thuộc huyện Odunpazarı, tỉnh Eskişehir, Thổ Nhĩ Kỳ. Dân số thời điểm năm 2011 là 300 người.